# 蛍光ガラス線量計
蛍光ガラス線量計（けいこうガラスせんりょうけい、英：fluoroglass dosimeter）は、ラジオフォトルミネッセンス（RPL：radiophotoluminescence）現象を利用した放射線計測機である。

## 歴史
蛍光ガラス線量計は、1951年に米国のシュールマン（J.H. Schulman）らが銀活性リン酸塩ガラスの放射性蛍光発光（ラジオフォトルミネセンス、RPL）現象を利用した個人被ばく線量計を開発したのが始まりである。その後、東芝総合研究所の横田らが、ガラス組成の基礎的研究を行い、1961年にプレドーズ、感度、エネルギー依存性、化学的耐久性、退色性（フェーディング）などを改良したガラス素子を開発した。これが日本における個人被ばく線量計としての蛍光ガラス線量計の誕生である。
しかしながら、初期の製品は測定下限が高く、また素子表面の汚れ等の影響で精度や再現性が悪いといった問題があり、需要が急速に低下した。その後、パルス発振のできるレーザーを励起源として用いた連続パルス励起法が開発され、減衰時間の違いを利用してプレドーズを分離できるようになったことがブレイクスルーとなり、普及が促進された。